# Викентий (Маламатениос)
Монах Викентий (греч. Kαλόγερος Βικέντιος, в миру Васи́лиос Маламате́ниос, греч. Βασίλειος Μαλαματένιος; 27 февраля 1954, Афины — 17 мая 2022, Манхэттен, Нью-Йорк) — монах Константинопольской православной церкви; в прошлом титулярный епископ Апамейский (1998—2012).

## Биография
Родился 27 февраля 1954 года в Афинах, в Греции, в семье Николая и Марии Маламатениосов.
Учился в греческой семинарии в Иерусалиме, а в 1971 году в Нью-Йорке был пострижен в монашество. В 1977 году в США получил диплом магистра богословия. Позднее состоял в греческой старостильной церкви, где был рукоположён в архиерейский сан.
С 1985 по 1993 годы и с 1994 по 18 июля 1995 года — митрополит Авлонский в юрисдикции Церкви истинно-православных христиан Греции (Флоринитский синод).
С 18 июля по 28 декабря 1995 года — митрополит Пирейский, заместитель местоблюстителя в юрисдикции Церкви истинно-православных христиан Греции (Каллиникитский синод).
В 1997 году ушёл из старостильного движения и был принят в Константинопольскую православную церковь как простой монах.
В 1998 году Священным синодом Константинопольского патриархата был избран епископом Апамейским, викарием митрополита Тианского Паисия (Лулургаса) с проживанием в ставропигиальном монастыре Святой Ирины Хризовалантской (Астория, Нью-Йорк). 4 апреля 1998 года рукоположён в сан иеродиакона, а 5 апреля — в сан иеромонаха.
11 апреля 1998 году в церкви Святого Димитрия Ксилопортаса хиротонисан в титулярного епископа Апамейского, викарного епископа патриарха Константинопольского. Хиротонию совершили митрополит Илиопольский и Фирский Афанасий, митрополит Транупольский Герман (Хавиаропулос) и митрополит Лаодикейский Иаков.
В 2010 году был участником т. н. «Хризовалантского дела», по которому одна из входивших в подчинение митрополиту Паисию (Лулургасу) монахинь сдала в полицию кейс митрополита с 285 тыс. долларов США, после чего сняла с себя монашеский сан. В октябре 2010 года митрополит Паисий (Лулургас) и епископ Викентий были отстранены от управления монастырём, скитами и подворьями и передали Константинопольскому патриархату недвижимую монастырскую собственность на общую сумму около 40 млн долларов США. В декабре 2010 года епископ Викентий выступил с разоблачительными заявлениями на митрополита Паисия относительно его аморального поведения, после чего оба были запрещены в священнослужении.
С лета 2011 года активно участвовал в работе радиостанции ΕΛΛΑΣ FM, представляя вначале шоу «Άκρα», а затем «Αποκαλυπτικό Μαγκαζίνο».
27 марта 2012 года Священным синодом Константинопольского патриархата за присвоение церковных средств, аморальное поведение и неподчинение Священному синоду был извержен из священного сана. Своего запрещения не признал, о чём объявил в интервью газете National Herald, и заявил о намерении подать иски в суды США и Турции, а также в Европейский суд по правам человека. При этом бывшему митрополиту Паисию Викентий пожелал искреннего раскаяния, осознания своей вины и мужества принести свои извинения пострадавшим от него лицам среди греческой диаспоры США.
Опубликовал много статей, кроме того, комментировал на радио религиозные и политические события.
Умер после длительной госпитализации в больнице Беллевью в Манхэттене, штата Нью-Йорк 17 мая 2022 года.